# Karkelo
Karkelo is het zesde album van de Finse folkmetalband Korpiklaani. Het album is uitgebracht op 26 juli 2009.

## Tracklist
| Nr. | Titel                                                        | Duur |
| --- | ------------------------------------------------------------ | ---- |
| 1.  | Vodka                                                        | 2:59 |
| 2.  | Erämaan Ärjyt (Men of the Wild)                              | 2:56 |
| 3.  | Isku Pitkästä Ilosta (Rising High, Falling Down)             | 4:10 |
| 4.  | Mettänpeiton Valtiaalle (Hidden by the Spirit of the Forest) | 6:41 |
| 5.  | Juodaan Viinaa (Let's Drink Booze)                           | 3:15 |
| 6.  | Uniaika (Dreamtime)                                          | 4:22 |
| 7.  | Kultanainen (Gold Woman)                                     | 6:16 |
| 8.  | Bring Us Pints of Beer                                       | 2:48 |
| 9.  | Huppiaan Aarre (The Treasure of Huppias)                     | 5:12 |
| 10. | Könnin Kuokkamies (Könni Ploughman)                          | 3:04 |
| 11. | Vesaisen Sota (Vesainen's War)                               | 3:39 |
| 12. | Sulasilmä (Sweet Eyes)                                       | 5:37 |
| 13. | Kohmelo (Hangover)                                           | 3:28 |